# Nikołaj Nenowski
Nikołaj Nenow Nenowski (bułg. Николай Ненов Неновски, ur. 26 lipca 1963 w Wielkim Tyrnowie) – bułgarski ekonomista specjalizujący się w dziedzinie teorii i polityki pieniężnej, historii monetarnej i historii myśli ekonomicznej. Profesor ekonomii na Uniwersytecie Juliusza Verne’a w Amiens we Francji.

## Edukacja i kariera akademicka
Nikołaj Nenowski jest absolwentem Uniwersytetu Moskiewskiego (1989). Tytuł doktora ekonomii uzyskał w Bułgarskiej Akademii Nauk (1995). Po ukończeniu doktoratu wykładał na Uniwersytecie Gospodarki Krajowej i Świata w Sofii, gdzie później został profesorem ekonomii i uczył teorii monetarnej i finansów międzynarodowych. Jest on również powiązany z Laboratoire d'Economie d'Orléans (LEO) od 2002 roku, a także z Międzynarodowym Centrum Badań nad Gospodarką (ICER) w Torino, od 2006 roku.
Od 1991 jest związany z francuską wspólnotą nauczycieli akademickich. Przez lata zajmował stanowiska w wielu instytucjach, takich jak: Uniwersytet w Owernii, Uniwersytet Clermont-Ferrand, Uniwersytet Aix-Marseille, Uniwersytet Paris I – Sorbonne (Sorbona) oraz Uniwersytet w Bordeaux IV. Był także profesorem wizytującym na Uniwersytecie w Kioto, prowadził wykłady i seminaria na Uniwersytecie Kiusiu (Fukuoka), Uniwersytecie w Nagasaki, International University of Kagoshima i University of Hitotsubashi / Nihon University (Tokyo).
W latach 2010–2012 pracował w Laboratoire d'Economie d'Orléans na Uniwersytecie w Orleanie. Zorganizował konferencję na temat spraw gospodarczych i geostrategicznych gospodarek bałkańskich (luty 2011), a w grudniu tego samego roku – na temat regulacji banków i ryzyka systemowego. Wykładał także teorię i historię kryzysu finansowego w EDHEC Business School w Nicei.
Jest członkiem Komitetu Redakcyjnego: Revue d'économie politique, East-West Journal of Economics and Business (Grecja), The Journal of Comparative Economic Studies (Japonia), Panoeconomicus (Serbia), Economic Studies [Ikonomicheski Izsledvania] redagowany przez Bułgarską Akademię Nauk.
Od 2011 jest członkiem brytyjskiej firmy Partners Cobden. Jest założycielem i wiceprezesem Bulgarian Macroeconomic Association – Bułgarskiego Stowarzyszenia Makroekonomicznego (2003-2005) oraz twórcą Bulgarian Hayek Society (2002).

## Bank centralny i kariera polityka
W 1996 roku rozpoczął pracę w Dziale badań Narodowego Banku Bułgarskiego, gdzie był zaangażowany w badania empiryczne i teoretyczne, skupiając się na teorii polityki pieniężnej, metodach ekonometrycznych i modelowaniu. Został szefem Działu Badań w 1997 roku. Nenowski służył jako członek Rady Prezesów Narodowego Banku Bułgarii od 2002 do 2008 roku. Był członkiem Rady Doradczej Prezydenta Bułgarii w sprawach gospodarki 2002-2008 (raport ekonomiczny dla prezydenta). Był również doradcą bułgarskiego ministra finansów (2008-2009).

## Ważniejsze publikacje
Artykuły:
- Nenovsky N., Tochkov, K. and K. Tochkov (2012).«University efficiency and public funding for higher education in Bulgaria », Post-Communist Economies, 24 (4): 515-532.
- Nenovsky, N.(2013). «Ivan Kinkel's (1883–1945) theory of economic development », European Journal of the History of Economic Thought
- Nenovsky N., P. Villieu (2011). «EU enlargement and monetary regimes from the insurance model perspective» Post-Communist Economies, 23, 433-447.
- Nenovsky N., P. Chobanov and A. Lahiani (2011). Investigation of Systemic Risk in the New EU States, Economics Bulletin, 31, 1041-1412.
- Nenovsky N., K. Toshkov (2011) Reforms, EU accession, and Bank Efficiency in Transition economies: Evidence from Bulgaria, Emerging Markets Finance & Trade, XLVII, 113-129.
- Nenovsky N., M. Berleman (2004). Lending of First versus Lending of Last Resort: The Bulgarian Financial Crisis of 1996/1997, Comparative Economic Studies, 46, 245-271.
- Nenovsky N., E. Peev and T. Yalamov (2003). Banks-Firms Nexus under the Currency Board: Empirical Evidence from Bulgaria, Revue d'études comparatives Est-Ouest, 34, 53-81.
- Nenovsky N., Y. Rizopoulos(2003). Extreme Monetary Regime Change. Evidence from Currency Board Introduction in Bulgaria, Journal of Economic Issues, 37, 909–941.
- Nenovsky N., K. Hristov (2002). New Currency Boards and Discretion. The Empirical Evidence from Bulgaria, Economic Systems, XXVI, 55-72.
- Nenovsky N., K. Hristov and M. Mihaylov (2001). Comparing Currency Board Automatic Mechanism in Bulgaria, Estonia and Lithuania, Journal des Economistes et des Etudes Humaines, 11, 575–616.

Książki:
- Economic Discussions at the European Periphery. Bulgarian Economists During the Great Depression 2010
- Monetary order. Critics of monetary theory, Siela Edition (Soft and Publishing), 2007, Sofia.
- Exchange rate Inflation: France and Bulgaria in the interwar period. The contribution of Albert Aftalion (1874–1956), Edition of Bulgarian National Bank, 2005, (in English, French and Bulgarian)
- From Lev to Euro: Which is the Best Way? Scenarios for Bulgaria integration to EMU, (with K. Hristov, B. Petrov), Siela Edition (Soft and Publishing), 2001, Sofia.
- Free Money (the questions of economic theory), Edition of Bulgarian Academy of Sciences, Academic Publishing House “Marin Drinov”, 2001, Sofia.
- The Demand for Money in Transitional economies, 1998, Sofia, Edition of Bulgarian Academy of Sciences, Academic Publishing House “Marin Drinov”.

Rozdziały w książkach:
- Deposit Insurance around the World. Issues of Design and Implementation, MIT Press, Cambridge, Edited by Aslı Demirgüç-Kunt, Edward J. Kane and Luc Laeven, 2008
- Monetary Convergence on the Road to EMU: Conceptual Issues for Eastern Europe, in: Melting the Boundaries: Institutional Transformation in the Wider Europe, pp. 129–152, Yagi, K. and S. Mizobata, Eds, Kyoto University Press, 2008
- Exchange rate control in Italy and Bulgaria in the interwar period. History and Perspectives, (with G. Pavanelli, K. Dimitrova), in: The Experience of Exchange Rate Regimes in South-Eastern Europe in a historical and comparative perspective, Oesterreichische Nationalbank, 2007
- Le Currency board comme institution: une comparaison des expériences bulgare, estonienne et lithuanienne, (with D. Koleva) (2007), in: Nouvelles Europes. Trajectoires et enjeux économiques, Koleva, P., N. Ridet-Kroichvilli, J. Vercueil, Eds., UTBM, France, pp. 109–138.
- Money market liquidity under currency board-empirical investigations for Bulgaria, (with P. Chobanov) 2005, chapter 6, in Financial institutions and development, E. Klein Edition, New York
- Currency Boards and Financial Stability: Experiences from Argentina and Bulgaria, (with Berlemann, M.), in: Sovereign risk and financial crisis, Frenkel, M., Karmann, A., Scholtens, B., Eds), Spinger – Verlag, 2004, pp. 237 – 257.
- The efficiency of banking system in CEE: inequality and convergence to the EU, (with Tomova, M. and Naneva, T.), in: Financial markets in CEE, Stability and efficiency perspectives, (Balling, M., Lierman, F., and Mullineux, A., eds), Routledge, London, 2004, pp. 225 – 251.
- The Banking System in Bulgaria (with Guglielmo Maria Caporale, Kalin Hristov, Jeffrey Miller, Boris Petrov), in: Banking Reforms in South-East Europe, Željko Šević (ed.),Edward Elgar Publishing, 2002, London, pp. 219–240.